# Segunda División de España 1967-68
La temporada 1967–68 de la Segunda División de España de fútbol corresponde a la 37ª edición del campeonato y se disputó entre el 10 de septiembre de 1967 y el 5 de mayo de 1968 en su fase regular. Posteriormente se disputaron las promociones de ascenso y permanencia entre el 26 de mayo y el 7 de julio.
Los campeones de Segunda División fueron el RC Deportivo de La Coruña y el Granada CF.

## Sistema de competición
La Segunda División de España 1967/68 fue organizada por la Federación Española de Fútbol (RFEF).
El campeonato contó con la participación de 32 clubes divididos en dos grupos de 16 equipos cada uno, agrupándose por criterios de proximidad geográfica, y se disputó siguiendo un sistema de liga, de modo que los 16 equipos de cada grupo se enfrentaron entre sí, todos contra todos en dos ocasiones -una en campo propio y otra en campo contrario- sumando un total de 30 jornadas. El orden de los encuentros se decidió por sorteo antes de empezar la competición.
Los primeros clasificados de cada grupo ascendieron directamente a Primera División, mientras que los segundos clasificados disputaron la fase de ascenso ante el decimotercero y decimocuarto clasificado de la máxima categoría en eliminatorias directas a doble partido.
Para la siguiente temporada se contempló la reducción de equipos en la categoría por lo que los ocho últimos clasificados de cada grupo descendieron directamente a Tercera División, mientras que los séptimos y octavos clasificados jugaron la promoción de permanencia ante los cuatro mejores subcampeones de ascenso de Tercera División en eliminatorias directas a doble partido.

## Clubes participantes
| Datos de ascensos y descensos con respecto a la temporada anterior |
| --- |
| Granada CF, Hércules CF y RC Deportivo de La Coruña descienden de Primera División. Real Sociedad, CD Málaga y Real Betis ascienden a Primera División. Algeciras CF, CD Condal, SD Indauchu y CD Logroñés descienden a Tercera División. CD Alcoyano, CD Badajoz, Real Jaén CF y Xerez CD ascienden a Segunda División. |

### Grupo I
| Equipo                                  | Ciudad      | Estadio            |
| --------------------------------------- | ----------- | ------------------ |
| Club Deportivo Badajoz                  | Badajoz     | El Vivero          |
| Club de Fútbol Badalona                 | Badalona    | Avenida de Navarra |
| Burgos Club de Fútbol                   | Burgos      | El Plantío         |
| Real Club Celta de Vigo                 | Vigo        | Balaídos           |
| Real Club Deportivo de La Coruña        | La Coruña   | Riazor             |
| Club Deportivo Europa                   | Barcelona   | Cerdeña            |
| Club Ferrol                             | Ferrol      | Manuel Rivera      |
| Real Gijón                              | Gijón       | El Molinón         |
| Real Sociedad Gimnástica de Torrelavega | Torrelavega | El Malecón         |
| Unión Popular de Langreo                | Langreo     | Ganzábal           |
| Unión Deportiva Lérida                  | Lérida      | Campo de Deportes  |
| Club Atlético Osasuna                   | Pamplona    | El Sadar           |
| Real Oviedo Club de Fútbol              | Oviedo      | Carlos Tartiere    |
| Agrupación Deportiva Rayo Vallecano     | Madrid      | Vallecas           |
| Real Santander Sociedad Deportiva       | Santander   | El Sardinero       |
| Real Valladolid Deportivo               | Valladolid  | José Zorrilla      |

### Grupo II
| Equipo                         | Ciudad                 | Estadio                   |
| ------------------------------ | ---------------------- | ------------------------- |
| Club Deportivo Alcoyano        | Alcoy                  | El Collao                 |
| Club Atlético de Ceuta         | Ceuta                  | Alfonso Murube            |
| Cádiz Club de Fútbol           | Cádiz                  | Ramón de Carranza         |
| Club de Fútbol Calvo Sotelo    | Puertollano            | Calvo Sotelo              |
| Club Deportivo Castellón       | Castellón de la Plana  | Castalia                  |
| Club Deportivo Constancia      | Inca                   | Campo Nuevo               |
| Granada Club de Fútbol         | Granada                | Los Cármenes              |
| Hércules Club de Fútbol        | Alicante               | La Viña                   |
| Real Jaén Club de Fútbol       | Jaén                   | La Victoria               |
| Levante Unión Deportiva        | Valencia               | Vallejo                   |
| Real Mallorca                  | Palma de Mallorca      | Luis Sitjar               |
| Club Deportivo Mestalla        | Valencia               | Mestalla                  |
| Club Real Murcia               | Murcia                 | La Condomina              |
| Real Club Recreativo de Huelva | Huelva                 | Estadio Municipal         |
| Club Deportivo Tenerife        | Santa Cruz de Tenerife | Heliodoro Rodríguez López |
| Xerez Club Deportivo           | Jerez de la Frontera   | Domecq                    |

## Resultados y clasificaciones

### Grupo I

#### Clasificación
| Pos. | Equipo                           | Pts. | PJ | G  | E  | P  | GF | GC | Dif. | Clasificación                     |
| ---- | -------------------------------- | ---- | -- | -- | -- | -- | -- | -- | ---- | --------------------------------- |
| 1    | R. C. Deportivo La Coruña (C, A) | 43   | 30 | 18 | 7  | 5  | 53 | 29 | +24  | Ascenso a Primera División        |
| 2    | Real Valladolid                  | 41   | 30 | 17 | 7  | 6  | 48 | 27 | +21  | Acceso a Promoción de ascenso     |
| 3    | R. C. Celta de Vigo              | 36   | 30 | 15 | 6  | 9  | 57 | 33 | +24  |                                   |
| 4    | A. D. Rayo Vallecano             | 36   | 30 | 15 | 6  | 9  | 44 | 39 | +5   |                                   |
| 5    | Real Gijón                       | 34   | 30 | 13 | 8  | 9  | 47 | 38 | +9   |                                   |
| 6    | Real Oviedo C. F.                | 32   | 30 | 12 | 8  | 10 | 43 | 29 | +14  |                                   |
| 7    | Club Ferrol                      | 32   | 30 | 13 | 6  | 11 | 42 | 37 | +5   | Acceso a Promoción de permanencia |
| 8    | Burgos C. F.                     | 32   | 30 | 11 | 10 | 9  | 34 | 35 | −1   | Acceso a Promoción de permanencia |
| 9    | C. F. Badalona (D)               | 30   | 30 | 12 | 6  | 12 | 44 | 30 | +14  | Descenso a Tercera División       |
| 10   | U. P. Langreo (D)                | 28   | 30 | 12 | 4  | 14 | 32 | 37 | −5   | Descenso a Tercera División       |
| 11   | Real Santander S. D. (D)         | 27   | 30 | 11 | 5  | 14 | 39 | 38 | +1   | Descenso a Tercera División       |
| 12   | U. D. Lérida (D)                 | 24   | 30 | 8  | 8  | 14 | 25 | 51 | −26  | Descenso a Tercera División       |
| 13   | C. D. Badajoz (D)                | 22   | 30 | 10 | 2  | 18 | 31 | 52 | −21  | Descenso a Tercera División       |
| 14   | C. D. Europa (D)                 | 21   | 30 | 8  | 5  | 17 | 32 | 56 | −24  | Descenso a Tercera División       |
| 15   | C. A. Osasuna (D)                | 21   | 30 | 7  | 7  | 16 | 31 | 48 | −17  | Descenso a Tercera División       |
| 16   | Gimnástica de Torrelavega (D)    | 21   | 30 | 7  | 7  | 16 | 25 | 48 | −23  | Descenso a Tercera División       |

 Fuente: BDFutbol
Criterios de clasificación: Puntos · Diferencia de goles · Goles a favor · Play-off

#### Resultados
| Local \ Visitante         | BDJ | BDL | BUR | CEL | DEP | EUR | FER | GIJ | GIM | LAN | LER | OSA | OVI | RAY | RSA | VLD |
| ------------------------- | --- | --- | --- | --- | --- | --- | --- | --- | --- | --- | --- | --- | --- | --- | --- | --- |
| C. D. Badajoz             | —   | 1–0 | 4–2 | 0–0 | 0–1 | 2–1 | 2–1 | 3–0 | 1–0 | 2–1 | 0–2 | 0–1 | 2–0 | 0–2 | 2–1 | 2–1 |
| C. F. Badalona            | 2–1 | —   | 2–0 | 1–0 | 2–3 | 1–1 | 4–0 | 3–0 | 2–0 | 0–1 | 3–0 | 4–0 | 0–0 | 5–2 | 2–0 | 1–1 |
| Burgos C. F.              | 1–0 | 3–1 | —   | 1–0 | 1–4 | 0–0 | 2–0 | 2–0 | 2–0 | 2–0 | 3–1 | 3–1 | 2–3 | 1–1 | 1–0 | 2–2 |
| R. C. Celta de Vigo       | 2–1 | 1–0 | 0–0 | —   | 3–2 | 7–2 | 3–1 | 4–2 | 5–0 | 1–0 | 6–0 | 2–0 | 1–1 | 1–0 | 6–1 | 1–2 |
| R. C. Deportivo La Coruña | 2–1 | 2–2 | 1–1 | 1–0 | —   | 6–1 | 1–3 | 3–1 | 3–1 | 3–2 | 3–1 | 1–0 | 2–1 | 0–1 | 1–1 | 2–0 |
| C. D. Europa              | 4–0 | 0–2 | 0–0 | 2–1 | 1–0 | —   | 2–0 | 1–2 | 3–0 | 2–1 | 0–1 | 3–0 | 2–4 | 0–0 | 2–1 | 0–2 |
| Club Ferrol               | 3–0 | 1–0 | 3–0 | 2–2 | 1–1 | 3–0 | —   | 2–0 | 2–2 | 3–1 | 1–0 | 3–1 | 3–1 | 0–1 | 2–1 | 2–1 |
| Real Gijón                | 8–2 | 1–0 | 1–1 | 2–1 | 1–0 | 1–0 | 2–2 | —   | 3–1 | 0–0 | 6–0 | 3–0 | 1–0 | 3–0 | 1–1 | 3–2 |
| Gimnástica de Torrelavega | 3–2 | 2–1 | 0–0 | 3–2 | 1–1 | 2–1 | 0–1 | 1–2 | —   | 2–2 | 2–1 | 0–0 | 0–3 | 2–0 | 1–0 | 0–1 |
| U. P. Langreo             | 2–0 | 1–4 | 0–0 | 0–1 | 0–1 | 1–0 | 3–2 | 2–1 | 2–1 | —   | 1–0 | 0–1 | 1–0 | 1–2 | 2–0 | 2–2 |
| U. D. Lérida              | 2–2 | 1–1 | 1–1 | 1–1 | 0–2 | 2–0 | 2–0 | 0–0 | 0–0 | 2–1 | —   | 2–1 | 1–1 | 1–1 | 0–1 | 3–1 |
| C. A. Osasuna             | 3–0 | 3–0 | 0–2 | 0–1 | 2–3 | 1–1 | 1–1 | 1–1 | 1–0 | 0–1 | 5–0 | —   | 0–0 | 1–1 | 2–2 | 2–1 |
| Real Oviedo C. F.         | 2–0 | 2–0 | 4–0 | 1–1 | 0–1 | 5–0 | 2–0 | 1–1 | 0–0 | 0–2 | 2–0 | 1–0 | —   | 4–0 | 2–0 | 0–2 |
| A. D. Rayo Vallecano      | 2–1 | 1–0 | 2–1 | 1–2 | 0–2 | 3–1 | 1–0 | 1–1 | 4–0 | 3–1 | 2–0 | 5–1 | 3–1 | —   | 3–1 | 2–2 |
| Real Santander S. D.      | 1–0 | 1–1 | 2–0 | 3–2 | 0–0 | 6–1 | 1–0 | 3–0 | 1–0 | 0–1 | 0–1 | 3–2 | 3–1 | 5–0 | —   | 0–1 |
| Real Valladolid           | 2–0 | 1–0 | 2–0 | 3–0 | 1–1 | 2–1 | 0–0 | 1–0 | 2–1 | 2–0 | 4–0 | 4–1 | 1–1 | 1–0 | 1–0 | —   |

### Grupo II

#### Clasificación
| Pos. | Equipo                         | Pts. | PJ | G  | E  | P  | GF | GC | Dif. | Clasificación                     |
| ---- | ------------------------------ | ---- | -- | -- | -- | -- | -- | -- | ---- | --------------------------------- |
| 1    | Granada C. F. (C, A)           | 40   | 30 | 17 | 6  | 7  | 42 | 20 | +22  | Ascenso a Primera División        |
| 2    | C. F. Calvo Sotelo             | 39   | 30 | 17 | 5  | 8  | 46 | 24 | +22  | Acceso a Promoción de ascenso     |
| 3    | C. D. Alcoyano                 | 37   | 30 | 15 | 7  | 8  | 37 | 33 | +4   |                                   |
| 4    | R. C. D. Mallorca              | 35   | 30 | 13 | 9  | 8  | 36 | 24 | +12  |                                   |
| 5    | Cádiz C. F.                    | 33   | 30 | 13 | 7  | 10 | 37 | 30 | +7   |                                   |
| 6    | Real Murcia C. F.              | 32   | 30 | 10 | 12 | 8  | 31 | 23 | +8   |                                   |
| 7    | Atlético de Ceuta (D)          | 31   | 30 | 12 | 7  | 11 | 34 | 38 | −4   | Acceso a Promoción de permanencia |
| 8    | C. D. Mestalla                 | 30   | 30 | 14 | 2  | 14 | 47 | 31 | +16  | Acceso a Promoción de permanencia |
| 9    | C. D. Tenerife (D)             | 30   | 30 | 11 | 8  | 11 | 39 | 33 | +6   | Descenso a Tercera División       |
| 10   | C. D. Castellón (D)            | 28   | 30 | 9  | 10 | 11 | 27 | 30 | −3   | Descenso a Tercera División       |
| 11   | Real Jaén C. F. (D)            | 27   | 30 | 8  | 11 | 11 | 32 | 41 | −9   | Descenso a Tercera División       |
| 12   | Xerez C. D. (D)                | 27   | 30 | 9  | 9  | 12 | 28 | 40 | −12  | Descenso a Tercera División       |
| 13   | R. C. Recreativo de Huelva (D) | 26   | 30 | 8  | 10 | 12 | 25 | 26 | −1   | Descenso a Tercera División       |
| 14   | Levante U. D. (D)              | 25   | 30 | 7  | 11 | 12 | 26 | 37 | −11  | Descenso a Tercera División       |
| 15   | Hércules C. F. (D)             | 25   | 30 | 11 | 3  | 16 | 40 | 41 | −1   | Descenso a Tercera División       |
| 16   | C. D. Constancia (D)           | 15   | 30 | 5  | 5  | 20 | 19 | 75 | −56  | Descenso a Tercera División       |

 Fuente: BDFutbol
Criterios de clasificación: Puntos · Diferencia de goles · Goles a favor · Play-off

#### Resultados
| Local \ Visitante          | ALC | ATC | CAD | CAL | CAS | CON | GRA | HER | JAE | LEV | MLL | MES | MUR | REC | TEN | XER |
| -------------------------- | --- | --- | --- | --- | --- | --- | --- | --- | --- | --- | --- | --- | --- | --- | --- | --- |
| C. D. Alcoyano             | —   | 1–0 | 1–1 | 1–0 | 1–0 | 2–2 | 3–2 | 1–0 | 4–1 | 2–1 | 0–0 | 1–0 | 2–1 | 3–2 | 2–1 | 4–1 |
| Atlético de Ceuta          | 3–1 | —   | 2–1 | 2–0 | 1–0 | 2–0 | 1–1 | 2–1 | 2–2 | 3–0 | 1–0 | 1–1 | 2–2 | 1–0 | 0–0 | 2–0 |
| Cádiz C. F.                | 2–0 | 2–1 | —   | 4–1 | 0–0 | 4–1 | 1–0 | 3–1 | 2–2 | 2–0 | 0–0 | 1–0 | 1–0 | 0–1 | 2–1 | 0–0 |
| C. F. Calvo Sotelo         | 1–1 | 2–0 | 2–1 | —   | 5–1 | 2–1 | 2–1 | 3–0 | 4–3 | 2–0 | 0–0 | 1–0 | 2–0 | 1–0 | 4–0 | 2–0 |
| C. D. Castellón            | 0–0 | 3–1 | 0–0 | 0–2 | —   | 3–0 | 1–0 | 2–1 | 1–1 | 1–0 | 1–2 | 3–2 | 1–0 | 1–1 | 3–1 | 1–0 |
| C. D. Constancia           | 0–1 | 1–2 | 0–3 | 0–3 | 1–1 | —   | 0–1 | 3–2 | 1–1 | 1–0 | 0–2 | 0–3 | 1–0 | 2–1 | 2–1 | 2–2 |
| Granada C. F.              | 1–0 | 3–1 | 1–0 | 1–0 | 1–0 | 6–0 | —   | 1–0 | 3–0 | 1–0 | 3–0 | 0–1 | 1–0 | 0–0 | 2–1 | 3–0 |
| Hércules C. F.             | 1–3 | 6–0 | 2–1 | 1–1 | 1–0 | 2–0 | 3–4 | —   | 4–0 | 1–1 | 3–0 | 3–1 | 0–1 | 1–0 | 1–0 | 2–1 |
| Real Jaén C. F.            | 2–0 | 0–2 | 3–2 | 1–0 | 2–1 | 3–0 | 0–0 | 2–0 | —   | 2–2 | 0–0 | 2–3 | 1–1 | 1–0 | 0–1 | 2–0 |
| Levante U. D.              | 0–0 | 3–0 | 3–2 | 1–1 | 0–0 | 1–1 | 2–1 | 2–1 | 1–0 | —   | 1–1 | 2–1 | 2–2 | 0–0 | 1–0 | 1–1 |
| R. C. D. Mallorca          | 3–0 | 0–0 | 0–1 | 1–1 | 2–0 | 6–0 | 1–0 | 0–1 | 3–1 | 2–0 | —   | 1–0 | 1–1 | 1–0 | 3–0 | 3–0 |
| C. D. Mestalla             | 3–0 | 1–0 | 4–0 | 1–0 | 1–1 | 8–0 | 0–1 | 2–0 | 2–0 | 2–0 | 3–1 | —   | 3–1 | 0–2 | 1–0 | 0–1 |
| Real Murcia C. F.          | 0–0 | 1–0 | 0–0 | 1–0 | 2–1 | 5–0 | 0–0 | 0–0 | 0–0 | 3–1 | 4–0 | 3–1 | —   | 1–0 | 0–2 | 0–0 |
| R. C. Recreativo de Huelva | 1–2 | 1–1 | 0–1 | 1–2 | 1–0 | 2–0 | 1–2 | 1–0 | 0–0 | 2–0 | 0–0 | 2–1 | 0–0 | —   | 1–1 | 1–0 |
| C. D. Tenerife             | 1–0 | 4–1 | 3–0 | 1–0 | 0–0 | 4–0 | 0–0 | 4–1 | 2–0 | 1–1 | 2–0 | 2–1 | 0–0 | 3–3 | —   | 0–1 |
| Xerez C. D.                | 3–1 | 1–0 | 1–0 | 0–2 | 1–1 | 2–0 | 2–2 | 2–1 | 0–0 | 1–0 | 1–3 | 2–1 | 1–2 | 1–1 | 3–3 | —   |

## Promoción de ascenso
En la promoción de ascenso jugaron Real Valladolid y CF Calvo Sotelo como subcampeones de Segunda División. Sus rivales fueron Córdoba CF y Real Sociedad como decimotercero y decimocuarto clasificado de Primera División.
Como curiosidad, cabe destacar que la eliminatoria entre Valladolid y Real Sociedad se tuvo que retrasar una semana por la participación del conjunto donostiarra en la Copa del Generalísimo y había que esperar que quedaran eliminados para poder jugar la promoción de ascenso.
La promoción se jugó a doble partido a ida y vuelta con los siguientes resultados:
| 26 de mayo de 1968 | Córdoba CF | 3:0 | CF Calvo Sotelo | Estadio El Arcángel, Córdoba |  |
|                    |            |     |                 | Asistencia: ??? espectadores |  |

| 2 de junio de 1968 | CF Calvo Sotelo | 1:3 | Córdoba CF | Campo de Calvo Sotelo, Puertollano |  |
|                    |                 |     |            | Asistencia: ??? espectadores       |  |

- El Córdoba CF permanece en Primera división y el CF Calvo Sotelo en Segunda división.

| 2 de junio de 1968 | Real Valladolid | 0:1 | Real Sociedad | Estadio José Zorrilla, Valladolid |  |
|                    |                 |     |               | Asistencia: ??? espectadores      |  |

| 16 de junio de 1968 | Real Sociedad | 0:0 | Real Valladolid | Estadio de Atocha, San Sebastián |  |
|                     |               |     |                 | Asistencia: ??? espectadores     |  |

- La Real Sociedad permanece en Primera división y el Real Valladolid en Segunda división.

## Promoción de permanencia
En la promoción de permanencia jugaron Club Ferrol y Burgos CF del Grupo I; Atlético Ceuta y CD Mestalla del Grupo II; y SD Compostela, Jerez Industrial CF, UD Mahón y UD Salamanca como equipos de Tercera División.
La promoción se jugó a doble partido a ida y vuelta con los siguientes resultados:
| 23 de junio de 1968 | UD Salamanca | 1:2 | Club Ferrol | Campo del Calvario, Salamanca |  |
|                     |              |     |             | Asistencia: ??? espectadores  |  |

| 30 de junio de 1968 | Club Ferrol | 2:1 | UD Salamanca | Estadio Manuel Rivera, Ferrol |  |
|                     |             |     |              | Asistencia: ??? espectadores  |  |

- El Club Ferrol permanece en Segunda división.

| 23 de junio de 1968 | UD Mahón | 2:1 | Burgos CF | Estadio Mahonés, Mahón       |  |
|                     |          |     |           | Asistencia: ??? espectadores |  |

| 30 de junio de 1968 | Burgos CF | 4:1 | UD Mahón | Estadio El Plantío, Burgos   |  |
|                     |           |     |          | Asistencia: ??? espectadores |  |

- El Burgos CF permanece en Segunda división.

| 23 de junio de 1968 | SD Compostela | 0:0 | CD Mestalla | Estadio Santa Isabel, Santiago de Compostela |  |
|                     |               |     |             | Asistencia: ??? espectadores                 |  |

| 30 de junio de 1968 | CD Mestalla | 5:1 | SD Compostela | Estadio de Mestalla, Valencia |  |
|                     |             |     |               | Asistencia: ??? espectadores  |  |

- El CD Mestalla permanece en Segunda división.

| 23 de junio de 1968 | Jerez Industrial CF | 0:0 | Atlético Ceuta | Estadio Domecq, Jerez de la Frontera |  |
|                     |                     |     |                | Asistencia: ??? espectadores         |  |

| 30 de junio de 1968 | Atlético Ceuta | 1:1 | Jerez Industrial CF | Estadio Alfonso Murube, Ceuta |  |
|                     |                |     |                     | Asistencia: ??? espectadores  |  |

| 7 de julio de 1968 | Jerez Industrial CF | 1:0 | Atlético Ceuta | Campo de Vallecas, Madrid    |  |
|                    |                     |     |                | Asistencia: ??? espectadores |  |

- El Jerez Industrial CF asciende a Segunda división.
- El Atlético Ceuta desciende a Tercera división.

## Resumen
Campeones de Segunda División:
| - Real Club Deportivo de La Coruña | - Granada Club de Fútbol |

Ascienden a Primera División:
| - Real Club Deportivo de La Coruña | - Granada Club de Fútbol |

Descienden a Tercera División: 
| Grupo I - Club de Fútbol Badalona - Unión Popular de Langreo - Real Santander Sociedad Deportiva - Unión Deportiva Lérida - Club Deportivo Badajoz - Club Deportivo Europa - Club Atlético Osasuna - Real Sociedad Gimnástica de Torrelavega | Grupo II - Club Atlético de Ceuta - Club Deportivo Tenerife - Club Deportivo Castellón - Real Jaén Club de Fútbol - Xerez Club Deportivo - Real Club Recreativo de Huelva - Levante Unión Deportiva - Hércules Club de Fútbol - Club Deportivo Constancia |